# Pedicia setipennis
Pedicia setipennis är en tvåvingeart som först beskrevs av Alexander 1931.  Pedicia setipennis ingår i släktet Pedicia och familjen hårögonharkrankar. Inga underarter finns listade i Catalogue of Life.